# Digitaria pusilla
Digitaria pusilla är en gräsart som beskrevs av Henry Nicholas Ridley. Digitaria pusilla ingår i släktet fingerhirser, och familjen gräs. Inga underarter finns listade i Catalogue of Life.